# HSFX3
HSFX3 (англ. Heat shock transcription factor family, X-linked member 3) – білок, який кодується однойменним геном, розташованим у людей на довгому плечі X-хромосоми. Довжина поліпептидного ланцюга білка становить 333 амінокислот, а молекулярна маса — 37 128.
| 10         |  | 20         |  | 30         |  | 40         |  | 50         |
| ---------- |  | ---------- |  | ---------- |  | ---------- |  | ---------- |
| MASQNTEQEY |  | EAKLAPSVGG |  | EPTSGGPSGS |  | SPDPNPDSSE |  | VLDRHEDQAM |
| SQDPGSQDNS |  | PPEDRNQRVV |  | NVEDNHNLFR |  | LSFPRKLWTI |  | VEEDTFKSVS |
| WNDDGDAVII |  | DKDLFQREVL |  | QRKGAERIFK |  | TDSLTSFIRQ |  | LNLYGFCKTR |
| PSNSPGNKKM |  | MIYCNSNFQR |  | DKPRLLENIQ |  | RKDALRNTAQ |  | QATRVPTPKR |
| KNLVATRRSL |  | RIYHINARKE |  | AIKMCQQGAP |  | SVQGPSGTQS |  | FRRSGMWSKK |
| SATRHPLGNG |  | PPQEPNGPSW |  | EGTSGNVTFT |  | SSATTWMEGT |  | GILSSLVYSD |
| NGSVMSLYNI |  | CYYALLASLS |  | VMSPNEPSDD |  | EEE        |  |            |

A: Аланін

C: Цистеїн

D: Аспарагінова кислота

E: Глутамінова кислота

F: Фенілаланін

G: Гліцин

H: Гістидин

I: Ізолейцин

K: Лізин

L: Лейцин

M: Метіонін

N: Аспарагін

P: Пролін

Q: Глутамін

R: Аргінін

S: Серин

T: Треонін

V: Валін

W: Триптофан

Задіяний у таких біологічних процесах, як транскрипція, регуляція транскрипції. 
Білок має сайт для зв'язування з ДНК. 
Локалізований у ядрі.